# Leptogaster fumipennis
Leptogaster fumipennis là một loài ruồi trong họ Asilidae. Leptogaster fumipennis được Loew miêu tả năm 1871. Loài này phân bố ở vùng Cổ Bắc giới.